# 模版 (數值分析)

一維問題克兰克-尼科尔森方法的模版

在數學的偏微分方程數值方法裡，模版（stencil）是有關幾何安排的資訊，會用在一個點周圍點上的資訊來求得所關注點的資訊。模版是許多求解偏微分方程（PDE）數值方法演算法的基礎。五點模版和克兰克-尼科尔森方法模版就是模版的例子。
模版可分為兩類：緊緻模版和非緊緻模版，兩者的差異在只利用關注點鄰近的點，或是會用到更遠處的點。
在一維模版中，會用n-1、n和n+1表示時間的步階，其中n和n-1是數值已知的，而有限體積空間上的分佈會表示為j-1、j和j+1。

## 名稱
在偏微分方程研究的早期，就已有用圖示表示所使用節點和係數的作法，當時的名稱有relaxation patterns、operating instructions、lozenges或point patterns等。後來將此名稱取名為"模版"（stencil），是將模板噴畫中模板的概念用在數值方法求解時，用圖示表示在特定一步需要其他哪些點的資訊。

## 係數計算
偏微分方程數值方法中，確定方法和模版後，其有限差分係數就固定了，此係數可用拉格朗日多項式在這些點之間內插，再微分求得，作法是計算附近每個點的泰勒级数，再求解方程式，或是強制該模式就符合最多到模版階數的單項式。